# Бристоу, Лори
Лори Бристоу (англ. Laurie Bristow; род. 23 ноября 1963) — британский дипломат, в ноябре 2015 года назначен послом Её Величества в Российской Федерации на смену сэру Тиму Барроу. Кавалер, рыцарь-командор ордена Святого Михаила и Святого Георгия (CMG, KCMG).

## Биография
Окончил Королевскую классическую школу Колчестер (CRGS). В 1986 году получил степень бакалавра в Тринити-колледже Кембриджского университета. В 1990 году получил докторскую степень в Кембриджском университете. Получил степень MBA в Открытом Университете Великобритании.
В 1990 году поступил на работу в Форин-офис, работал референтом отдела по делам Тайваня в Департаменте по делам Дальнего Востока в МИД Великобритании. С 1992 по 1995 год — второй секретарь посольства в Бухаресте в Румынии. В 1995 году работал в отделе Гибралтара в Департаменте по делам Южной Европы МИД. С 1995 по 1996 год был начальником отдела торговой политики в департаменте по делам Евросоюза. С 1996 по 1998 год — личный секретарь министра по делам Европы МИД Великобритании. С 1999 по 2002 год был руководителем политического отдела в посольстве Великобритании в Анкаре в Турции.
С 2002 по 2003 год прошёл курс для руководителей высшего звена в Колледже обороны НАТО в Риме.
В 2003 году — заместитель главы отдела планирования /политики в Ираке в МИД Великобритании. С 2004 по 2007 год был послом Её Величества в Баку. С 2007 по 2010 год занимал должность министра и заместителя Главы миссии в посольстве Великобритании в Москве. С 2010 по 2012 год был главой Департамента Восточной Европы и Центральной Азии в МИД Великобритании. С 2012 по 2015 год — глава отдела национальной безопасности в МИД Великобритании.
В ноябре 2015 года назначен послом в Российской Федерации на смену сэру Тиму Барроу. Приступил к обязанностям в январе 2016 года.
Женат на Фионе Бристоу, у него есть два сына.